# Carl Pietscher

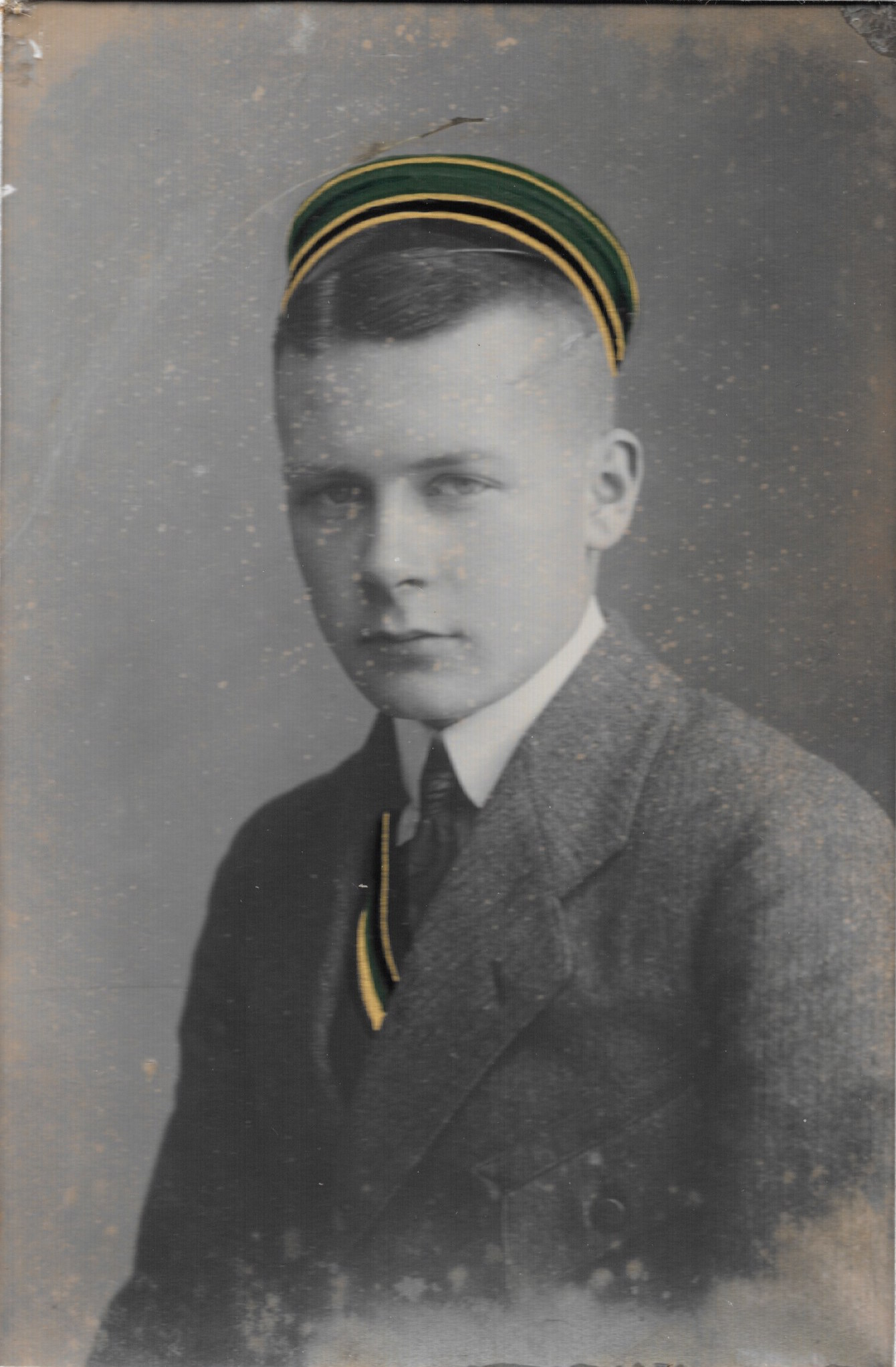
Carl Pietscher

Carl Pietscher (* 30. April 1900 in Köthen; † 20. Dezember 1973 in Bad Harzburg) war ein deutscher Jurist und Politiker (CDU).

## Leben
Nach dem Besuch des Realgymnasiums in Bad Harzburg und dem Abitur 1917 in Goslar nahm Pietscher als Freiwilliger am Ersten Weltkrieg teil. Anschließend begann er ein Studium der Rechts- und Staatswissenschaften an der Georg-August-Universität Göttingen und der Friedrichs-Universität Halle, das er 1922 mit dem ersten juristischen Staatsexamen in Naumburg beendete. In Göttingen war er seit 1919 Mitglied des Corps Hercynia. Nach dem zweiten juristischen Staatsexamen, das er 1927 am Kammergericht ablegte, war er zunächst als juristischer Hilfsarbeiter beim Regierungspräsidium in Dessau tätig. Nach seiner Zulassung als Rechtsanwalt 1928 betrieb er eine Praxis als Fachanwalt für Steuerrecht, später auch als Notar in Bernburg (Saale). Ab 1939 nahm er als Soldat am Zweiten Weltkrieg teil, zuletzt als Major der Reserve im Generalstabsdienst. 1944 geriet er in Kriegsgefangenschaft. Pietscher arbeitete seit 1947 als Justitiar im Verband des Niedersächsischen Landvolkes. Er war seit 1951 als selbständiger Rechtsanwalt (seit 1953 auch als Notar) in Goslar tätig.

## Politik
Pietscher war vor 1933 Mitglied der DNVP und trat zum 1. April 1936 in die NSDAP ein (Mitgliedsnummer 3.734.107). Er war vor 1933 Ratsherr in Bernburg. Nach 1945 schloss er sich der CDU an. bei der Bundestagswahl 1957 kam er für 4 Jahre in den Deutschen Bundestag. Im Parlament vertrat er den Bundestagswahlkreis Wolfenbüttel – Goslar-Land.